# Ernst Adam (Journalist)
Ernst Adam (geboren 24. Dezember 1898 in Kleinalmerode; gestorben 14. September 1971 in London) war ein deutsch-britischer Journalist.

## Leben

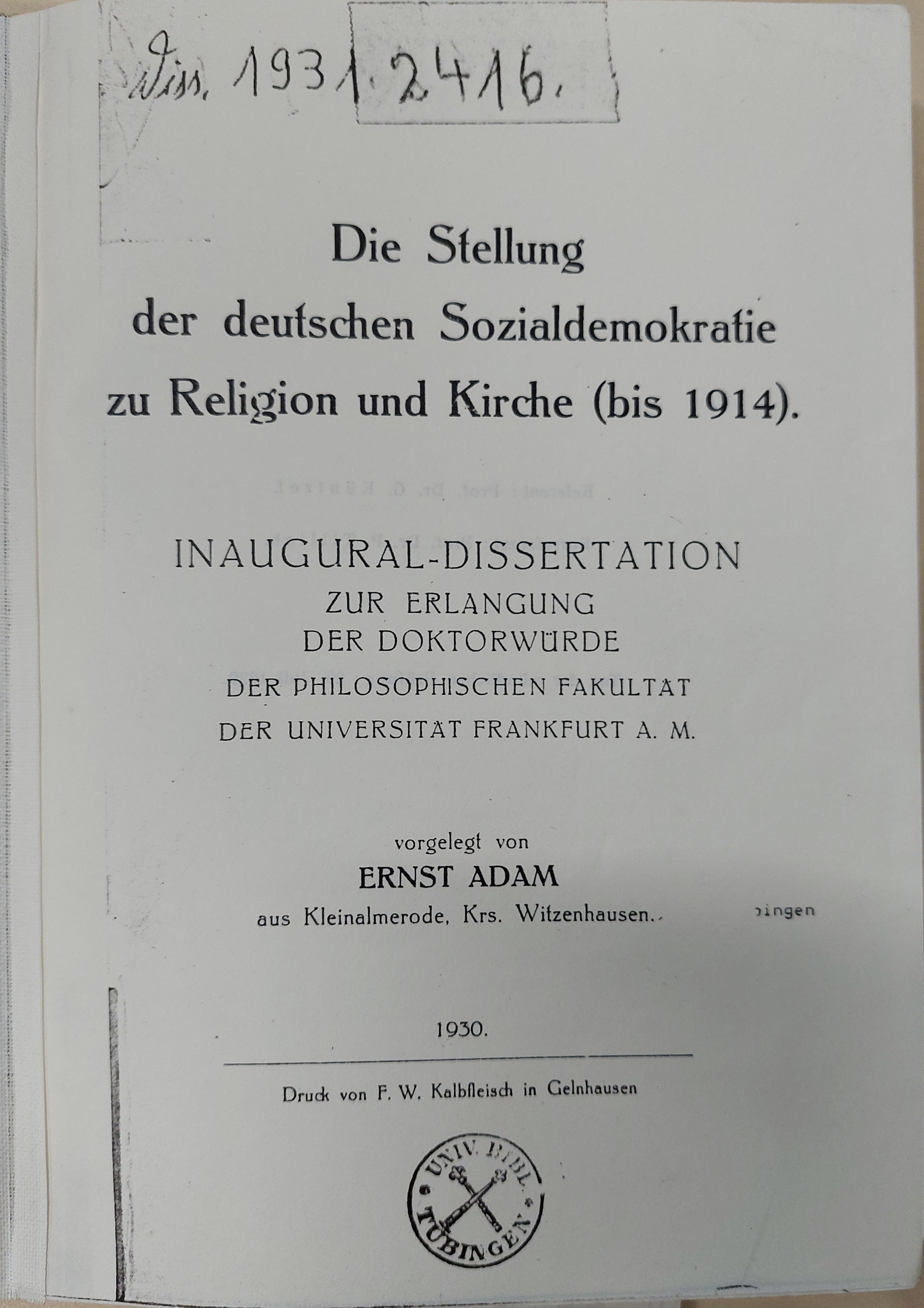
Dissertation (1930)

Ernst Adam war ein Sohn des Lehrers Georg Adam, er hatte drei Geschwister. Adam wurde 1916 nach dem Abitur Frontsoldat und Leutnant im Ersten Weltkrieg. Er besuchte nach Kriegsende ein Lehrerseminar und war ab 1920 Lehrer in Düsseldorf. Ab 1925 studierte er Geschichte und Volkswirtschaftslehre an der Universität Frankfurt am Main und wurde mit einer Dissertation über die „Stellung der Sozialdemokratie zu Religion und Kirche“ bei Georg Küntzel und Paul Tillich promoviert. 1930 richtete er Fortbildungskurse für Arbeitslose am Arbeitsamt Düsseldorf ein. Nach der Machtübergabe an die Nationalsozialisten 1933 wurde er vom 1. März bis 24. April in sogenannte Schutzhaft genommen. Adam floh daraufhin nach Frankreich und schrieb dort für Emigrantenzeitungen. Im September 1936 trat er in die Internationalen Brigaden in Spanien ein und wurde Kompaniechef, Bataillonskommandeur und zuletzt Divisionskommandeur. 1938 wurde er verwundet und ging wieder nach Frankreich, wo er interniert wurde. Adam floh nach Portugal und wurde dort festgenommen, kam aber mit Hilfe Sefton Delmers frei. Ab 1941 arbeitete er in England bei Delmer im Political Warfare Executive und war Mitarbeiter im Soldatensender Calais. Adam wurde 1938 im Deutschen Reich ausgebürgert.
Nach Kriegsende wirkte Adam im Auftrag der Britischen Besatzungsmacht in Hamburg am Aufbau der Deutschen Presseagentur (dpa) mit. Im Juni 1946 ging er erneut nach London und arbeitete als freier Journalist. Von Dezember 1949 bis März 1964 war er London-Korrespondent des NWDR und dessen Nachfolgesendern NDR und WDR,  sowie der Stuttgarter Zeitung. Adam heiratete 1952 Ann Key, sie hatten ein Kind.

## Schriften (Auswahl)
- Die Stellung der deutschen Sozialdemokratie zu Religion und Kirche (bis 1914). Gelnhausen, 1930